# El hombre de la guitarra
«El hombre de la guitarra» es un sencillo de la banda chilena de rock psicodélico Aguaturbia, activa entre 1970 y 1974, lanzado en Chile en 1973 al regreso desde Estados Unidos de los líderes de la banda, el matrimonio Carlos Corales y Denise. El lado A corresponde a la balada «El hombre de la guitarra», en tanto que el lado B a la canción pop «Hermoso domingo». El autor de la canción es David Gates, quien la grabó originalmente con el grupo Bread en 1972, apareciendo en el álbum Guitar Man de esta banda en 1972.

## Lista de canciones
| Lado A |                            |          |  |
| N.º    | Título                     | Duración |  |
| 1.     | «El hombre de la guitarra» |          |  |

| Lado B |                   |          |  |
| N.º    | Título            | Duración |  |
| 2.     | «Hermoso domingo» |          |  |

## Créditos
- Denise: voz
- Carlos Corales: guitarra
- Sergio del Río: bajo
- Fernando López: batería